# سیارک ۲۴۲۱۵
سیارک ۲۴۲۱۵ (به انگلیسی: 24215 Jongastel، نامگذاری:1999XN68) بیست و چهار هزار و دویست و پانزدهمین سیارک کشف شده‌است که در ۷ دسامبر ۱۹۹۹ کشف شد.
قدر مطلق سیارک برابر ۱۱.۷ است.